# Али Реза-хан Азад аль-Мульк
Али Реза-хан Азад аль-Мульк слу́шайтео файлеперс. علی‌رضاخان عضدالملک‎; род. 1 марта, 1825 — 22 сентября 1910) — регент Султан Ахмад-шаха,  государственный деятель.

## Биография
Али Реза-хан родился в 1830 году в городе Тегеране.Происходит из рода Имам Бани Гоюнлу каджарского племени. Был министром юстиции в 1871 году и ильханом каджарского племени с 1873 по 1898 годы. Некоторое время был хранителем Большой Государственной печати. У него было 4 сына:
-Захир ус-Салтана Сулейман хан, Амири-туман
-Иса хан;
-Мустафагулу хан;
-Аббасгулу хан.
Был одним из самых богатых землевладельцев в период Каджаров. Азад уль-Мульк является тестем Ала уд-Довля, чьи две дочери от этой жены замужем за Муширом ад-Довля и Амири-Азамом. После свержения Мухаммедали шаха 16 июля 1909 года был назначен регентом Ахмед шаха с титулом «Наиб ас-Салтана».В 1910 году Али Реза-хан Азад аль-Мульк скончался. По его завещанию его тело было захоронено в Куме.